# Arquidiócesis de Liverpool
La arquidiócesis de Liverpool (en latín: Archidioecesis Liverpolitana y en inglés: Roman Catholic Archdiocese of Liverpool) es una circunscripción eclesiástica de la Iglesia católica en el Reino Unido. Se trata de una arquidiócesis latina, sede metropolitana de la provincia eclesiástica de Liverpool. Desde el 5 de abril de 2025 su arzobispo es John Francis Sherrington.

## Territorio y organización

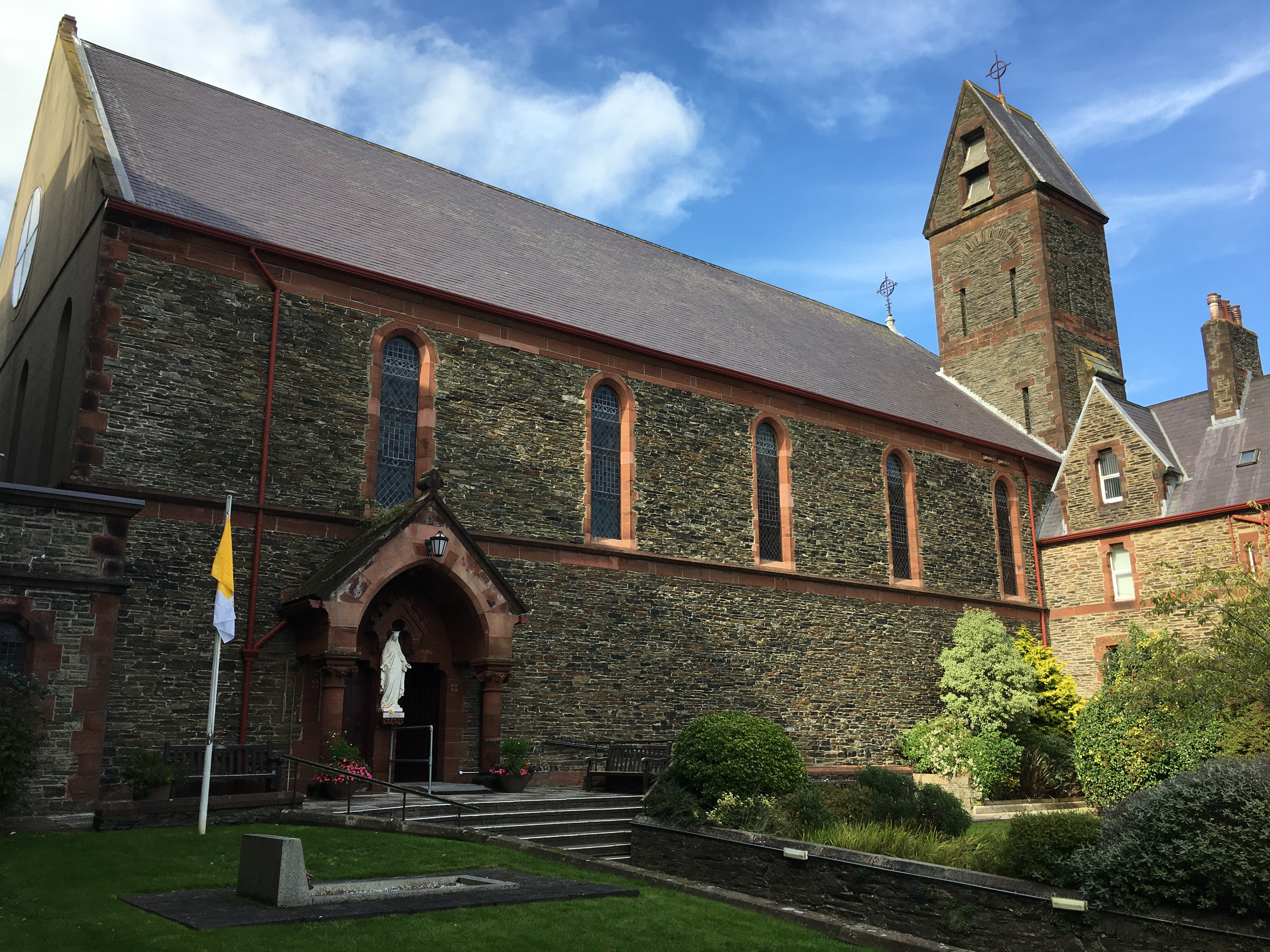
Concatedral de Santa María de la Isla, en Douglas, en la isla de Man

La arquidiócesis tiene 1165 km² y extiende su jurisdicción sobre los fieles católicos de rito latino residentes en la parte sudoccidental del condado de Lancashire al sur del río Ribble, que comprende los hundreds de West Derby y Leyland. La isla de Man se encuentra también en su jurisdicción.
La sede de la arquidiócesis (Centro Arquidiocesano de Evangelización de Liverpool) se encuentra en la ciudad de Liverpool, en donde se halla la Catedral de Cristo Rey, que fue dedicada el 14 de mayo de 1967. En Douglas en la isla de Man se encuentra la Concatedral de Santa María de la Isla, que en septiembre de 2023 fue reconocida como concatedral.
La arquidiócesis tiene como sufragáneas a las diócesis de: Hallam, Hexham y Newcastle, Lancaster, Leeds, Middlesbrough y Salford.
En 2023 en la arquidiócesis existían 140 parroquias.

## Historia
El vicariato apostólico del Distrito de Lancaster se erigió el 3 de julio de 1840 mediante el breve Muneris apostolici del papa Gregorio XVI, obteniendo el territorio del vicariato apostólico del Distrito Norte (hoy diócesis de Hexham y Newcastle). Se extendía por los condados de Lancashire y Cheshire y la isla de Man; la sede de los vicarios apostólicos era la ciudad de Lancaster.
Con la abolición gradual de las restricciones legales sobre las actividades de los católicos en Inglaterra y Gales a principios del siglo XIX, la Santa Sede decidió proceder a cerrar la brecha de los siglos desde la reina Isabel I de Inglaterra instituyendo diócesis católicas en el patrón histórico regular. Así, el papa Pío IX emitió el breve Universalis Ecclesiae el 29 de septiembre de 1850 mediante la cual se erigieron 13 nuevas diócesis que no reclamaban formalmente ninguna continuidad con las diócesis inglesas pre-isabelinas. Una de ellas fue la diócesis de Liverpool, con el territorio remanente del vicariato apostólico del Distrito de Lancaster luego de la erección de las diócesis de Salford y Shrewsbury. Inicialmente comprendía los hundreds de West Derby, Fylde, Amounderness y Lonsdale en Lancashire y la isla de Man. Originalmente era sufragánea de la arquidiócesis de Westminster.
El 27 de junio de 1851 se amplió la diócesis, incorporando una parte del territorio que pertenecía a la diócesis de Salford, correspondiente al hundred de Leyland.
En 1880 el obispo Bernard O'Reilly fundó el seminario diocesano (St Joseph's College).
El 28 de octubre de 1911 fue elevada al rango de arquidiócesis metropolitana mediante la bula Si qua est del papa Pío X.
El 22 de noviembre de 1924 cedió otra porción de su territorio para la erección de la diócesis de Lancaster mediante la bula Universalis Ecclesiae del papa Pío XI.
En 1967 se consagró la Catedral de Cristo Rey, un edificio moderno de planta circular diseñado por Frederick Gibberd. Su planta circular fue concebida en respuesta directa a las exigencias del Concilio Vaticano II de una integración mayor e íntima de la congregación con el clero. Reemplazó a la Procatedral de San Nicolás.

## Estadísticas
Según el Anuario Pontificio 2024 la arquidiócesis tenía a fines de 2023 un total de 505 000 fieles bautizados.
| Año                                                                             | Población            | Población | Población      | Sacerdotes | Sacerdotes    | Sacerdotes    | Bautizados por sacerdote | Diáconos permanentes | Religiosos | Religiosos | Parroquias |
| Año                                                                             | Bautizados católicos | Total     | % de católicos | Total      | Clero secular | Clero regular | Bautizados por sacerdote | Diáconos permanentes | Varones    | Mujeres    | Parroquias |
| ------------------------------------------------------------------------------- | -------------------- | --------- | -------------- | ---------- | ------------- | ------------- | ------------------------ | -------------------- | ---------- | ---------- | ---------- |
| 1950                                                                            | 423 392              | 2 374 824 | 17.8           | 689        | 501           | 188           | 614                      |                      | 268        | 1191       | 178        |
| 1970                                                                            | 534 091              | 1 980 000 | 27.0           | 664        | 485           | 179           | 804                      |                      | 264        | 1020       | 229        |
| 1980                                                                            | 530 000              | 1 400 000 | 37.9           | 642        | 463           | 179           | 825                      | 5                    | 219        | 1221       | 226        |
| 1990                                                                            | 507 655              | 1 250 000 | 40.6           | 487        | 339           | 148           | 1042                     | 55                   | 201        | 939        | 226        |
| 1999                                                                            | 508 000              | 1 100 000 | 46.2           | 424        | 284           | 140           | 1198                     | 84                   | 196        | 590        | 223        |
| 2000                                                                            | 495 000              | 1 100 000 | 45.0           | 382        | 278           | 104           | 1295                     | 86                   | 139        | 616        | 223        |
| 2001                                                                            | 498 000              | 1 100 000 | 45.3           | 394        | 282           | 112           | 1263                     | 89                   | 147        | 616        | 227        |
| 2002                                                                            | 508 000              | 1 100 000 | 46.2           | 386        | 285           | 101           | 1316                     | 91                   | 143        | 357        | 218        |
| 2003                                                                            | 508 000              | 1 100 000 | 46.2           | 374        | 268           | 106           | 1358                     | 95                   | 148        | 458        | 206        |
| 2004                                                                            | 506 319              | 1 100 000 | 46.0           | 360        | 254           | 106           | 1406                     | 97                   | 148        | 458        | 203        |
| 2012                                                                            | 513 000              | 1 135 000 | 45.2           | 328        | 238           | 90            | 1564                     | 106                  | 105        | 438        | 177        |
| 2013                                                                            | 574 150              | 1 900 000 | 30.2           | 302        | 213           | 89            | 1901                     | 103                  | 102        | 378        | 174        |
| 2016                                                                            | 520 000              | 1 800 000 | 28.9           | 266        | 196           | 70            | 1954                     | 102                  | 81         | 270        | 172        |
| 2019                                                                            | 498 360              | 1 819 300 | 27.4           | 248        | 176           | 72            | 2009                     | 100                  | 101        | 315        | 154        |
| 2021                                                                            | 502 800              | 1 836 000 | 27.4           | 234        | 167           | 67            | 2148                     | 96                   | 92         | 340        | 147        |
| 2023                                                                            | 505 000              | 1 841 000 | 27.4           | 215        | 150           | 65            | 2348                     | 91                   | 87         | 330        | 140        |
| Fuente: Catholic-Hierarchy, que a su vez toma los datos del Anuario Pontificio. |                      |           |                |            |               |               |                          |                      |            |            |            |

### Escuelas y universidades católicas
Escuelas primarias: 184
Escuelas secundarias: 27
Academias: 7
Universidades de sexto curso: 2
Extradiocesano: 4
Independientes: 4

## Episcopologio

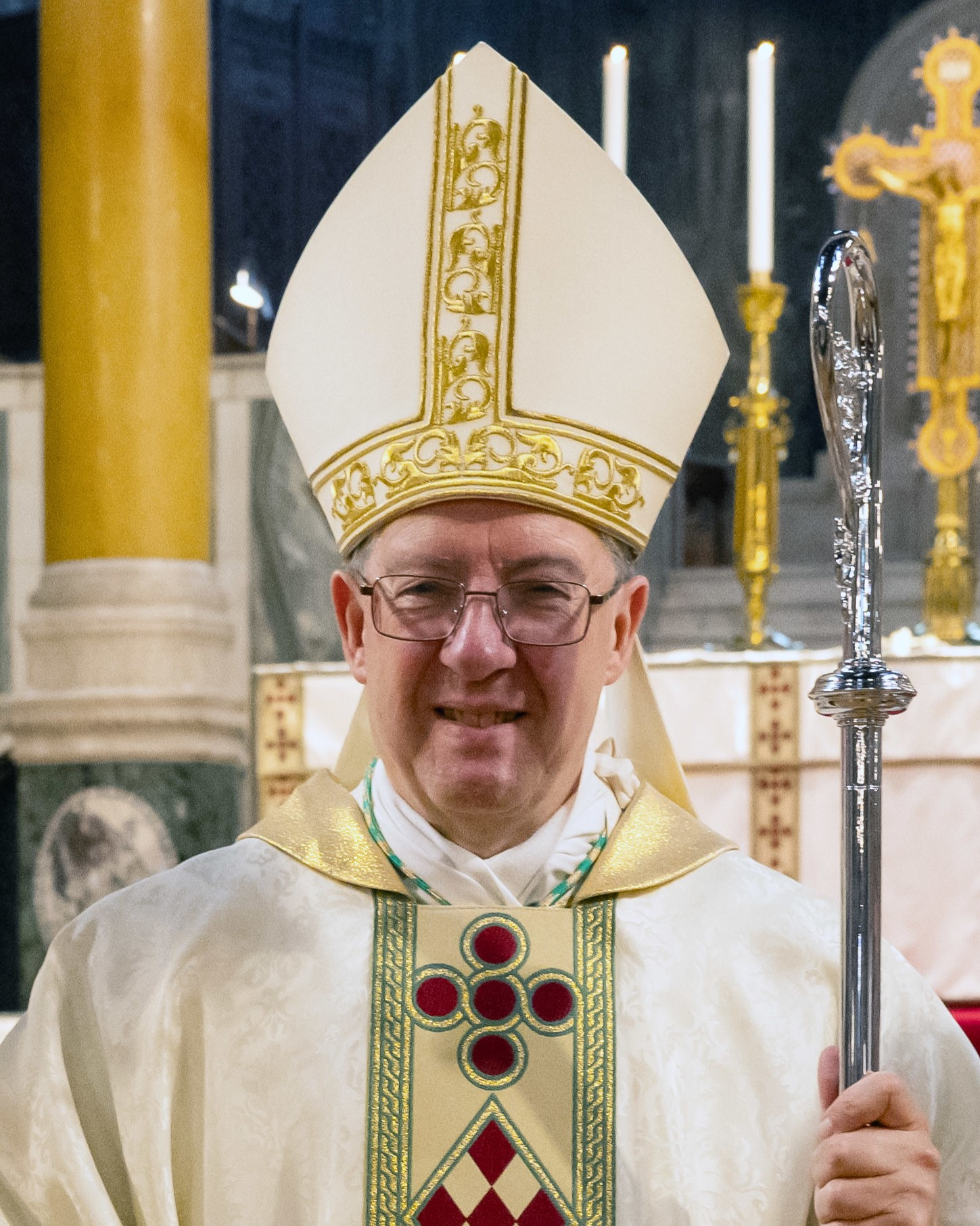
John Francis Sherrington, arzobispo de Liverpool desde 2025

- George Hilary Brown † (5 de junio de 1840-25 de enero de 1856 falleció)
- Alexander Goss † (25 de enero de 1856 por sucesión-3 de octubre de 1872 falleció)
- Bernard O'Reilly † (28 de febrero de 1873-9 de abril de 1894 falleció)
- Thomas Whiteside † (12 de julio de 1894-28 de enero de 1921 falleció)
- Frederick William Keating † (13 de junio de 1921-7 de febrero de 1928 falleció)
- Richard Joseph Downey † (3 de agosto de 1928-16 de junio de 1953 falleció)
- William Godfrey † (10 de noviembre de 1953-3 de diciembre de 1956 nombrado arzobispo de Westminster)
- John Carmel Heenan † (2 de mayo de 1957-2 de septiembre de 1963 nombrado arzobispo de Westminster)
- George Andrew Beck, A.A. † (29 de enero de 1964-7 de febrero de 1976 renunció)
- Derek John Worlock † (7 de febrero de 1976-6 de febrero de 1996 falleció)
- Patrick Altham Kelly (21 de mayo de 1996-27 de febrero de 2013 renunció)
- Malcolm Patrick McMahon, O.P. (21 de marzo de 2014-5 de abril de 2025 retirado)
- John Francis Sherrington, desde el 5 de abril de 2025